# 1747 na arte

## Nascimentos
| Data         | Nome                  | Profissão                                | Nacionalidade | Observações | Ref   |
| ------------ | --------------------- | ---------------------------------------- | ------------- | ----------- | ----- |
| 4 de janeiro | Vivant Denon          | pintor, arqueólogo, escritor e diplomata | França        | m. 1825     | [ 1 ] |
| 25 de julho  | José da Costa e Silva | arquitecto                               | Portugal      | m. 1819     | [ 2 ] |

## Mortes
| Data | Nome | Profissão | Nacionalidade | Observações | Ref |
| ---- | ---- | --------- | ------------- | ----------- | --- |